# Ruggiero Leoncavallo
Ruggiero Leoncavallo, född 23 april 1857 i Neapel, död 9 augusti 1919 i Montecatini Terme, Toscana, var en italiensk operatonsättare, framför allt känd för I Pagliacci (på svenska oftast kallad Pajazzo). Denna är, liksom Mascagnis Cavalleria rusticana som den ofta framförs tillsammans med, skriven i den veristiska, eller realistiska stil som utgjorde en reaktion mot Wagner och mot den italienska romantiska operan. I stället för en låtsashistorisk handling skildrar de vardagsliv, låt vara med dramatiska händelser.

## Biografi
Leoncavallo var elev vid konservatoriet i Neapel, arbetade länge som pianolärare, kafémusiker och ackompanjatör. Han försökte sedan utan framgång skriva ett antal operor som Chatterton och I Medici, men slog 1892 plötsligt igenom med Pajazzo, som tillsammans med Pietro Mascagnis Cavalleria Rusticana betecknar verismens genombrott i den dramatiska musiken, och spelades snart på scener över hela världen.
Bland Leoncavallos övriga operor kan nämnas Zazà (1900). Hans La Bohème från 1897 blev lidande av jämförelserna med Puccinis opera på samma tema, medan Der Roland von Berlin från 1904, beställd av kejsar Vilhelm II för att glorifiera ätten Hohenzollern, blev ett komplett fiasko.
Därutöver skrev Leoncavallo några operetter, sånger, en balett och den symfoniska dikten Serafina.

## Verkförteckning

### Operor
- Pagliacci (Pajazzo) (urpremiär 21 maj 1892, Teatro Dal Verme, Milano)
- I Medici (9 november 1893, Teatro Dal Verme, Milano)
- Chatterton (10 mars 1896, Teatro Argentina, Rom; omarbetning av ett verk från1876)
- La bohème (6 maj 1897, La Fenice, Venedig)
- Zazà (10 november 1900, Teatro Lirico, Milano)
- Der Roland von Berlin (13 december 1904, Deutsche Oper Berlin)
- Maia (15 januari 1910, Teatro Costanzi, Rom)
- Zingari (16 september 1912, Hippodrome, London)
- Edipo Re (13 december 1920, Opera Theatre, Chicago; producerad efter tonsättarens död, orkestreringen är inte av Leoncavallo)